# ランデスフートの戦い (1760年)
ランデスフートの戦い（独: Schlacht bei Landeshut）は、七年戦争（1756年-1763年）中の1760年6月23日に行われ、ハインリヒ・アウグスト・ド・ラ・モット・フーケ中将率いる12,000名のプロイセン軍が、エルンスト・ギデオン・フォン・ラウドン大将指揮下のオーストリア（ハプスブルク帝国）軍に大敗を喫した戦闘である。

## 背景
1759年にクーネルスドルフ、カイとマクセンで大損害を被った後、プロイセン側の野戦軍の兵力は125,000名から、100,000名を数えるのみまでに減っていた。フリードリヒ大王は1759年から1760年にかけての冬を、打ちのめされ、士気を失った軍勢の回復に利用した。再び110,000名の兵力を結集し、士気を立て直したのである。そして年初には、あらゆる逆境にもかかわらずプロイセン野戦軍110,000名の作戦準備が整い、フリードリヒ大王はこれをもってその年の遠征を企図する。このうちおよそ15,000名の兵はシュレージエンで、王太子の頃からフリードリヒ大王と親交のあったハインリヒ・アウグスト・ド・ラ・モット・フーケ中将の指揮下に配されていた。この集団は、防備を固めたランデスフートの町の周辺でシュレージエンからザクセンへの経路を監視することが可能であり、フリードリヒ大王率いるプロイセン軍主力と、シュレージエンおよびオーデル川に展開するプロイセン王子ハインリヒの軍勢との連絡線を確保していた。

## プロイセン軍の配置
プロイセン軍はランデスフート前面の丘陵地帯に12,000名の兵を野営させる。その左翼はドクトルベルクに、右翼はブラースドルフの丘陵に配されていた。そこでフーケは増援の到着を待ち、少し前に攻囲の始まったグラーツ方面へ進軍するつもりであった。このフーケの布陣を、後にフリードリヒは次のように評している。
加えて、シュヴァイトニッツ方面へ4個歩兵大隊が分遣された。同地の要塞への退路を確保するためである。

## オーストリア軍の前進
ラウドン大将率いる40,000の兵はボヘミアを出発し、グラーツ要塞へ向かっていたが、プロイセン軍集結の報告が届く。そこでオーストリア軍は二手に分かれ、12,000名が引き続きグラーツの攻囲へ向かう一方、ラウドンは残りの28,000名を率いてフーケの迎撃に出発した。オーストリア軍は1760年6月22日にプロイセン軍の陣地に到着すると、同日の夜、ブラースドルフの丘陵にあった二つの高地を急襲して奪取した。

## 戦闘の推移
この戦いは午前2時に夜襲として、二つの高地に配したオーストリア軍の砲兵によるプロイセン軍への砲撃とともに始まる。同時にオーストリア軍は、マクセンやホッホキルヒの戦いの時と同じように、様々な方向から攻め寄せた。ほぼ3倍の優勢を擁するオーストリア軍は、プロイセン軍に次々と後退を強いた。その際、両軍は著しい損害を被っている。フーケ中将はオーストリア軍の騎兵が接近して来るのを見て、陣地の撤収と、整然とした退却を決意する。続く数時間、プロイセン側の歩兵は全ての銃弾を撃ち尽くすまでオーストリア軍の攻撃に耐えた。戦いが終わりに近づくと、プロイセン軍の騎兵1,900名は逃げるようにシュヴァイトニッツへ退却した。その後、歩兵はオーストリア軍およびザクセン軍の騎兵に蹴散らされる。この時点で、午前2時の戦闘開始から8時間が経過し、午前10時になっていた。
プロイセン軍からは8,000名が捕虜になるとともに、大砲68門と戦旗34本がオーストリア軍の手に落ちた。一戦で再び10,000名のプロイセン兵が、後の作戦に参加できなくなったのである。しかし今回は、オーストリア軍も戦死および負傷により3,000名を失った。

## 捕えられたプロイセン軍の部隊
ランデスフートの戦いで捕えられた部隊は、知られている限り、当時の旧プロイセン軍で用いられた呼称で呼ばれていた。太字で記されているのは、各連隊長および大隊指揮官の名である。擲弾兵大隊はそれぞれ指揮官の名前で呼ばれ、一部は大隊を構成するため、どの連隊から擲弾兵中隊を抽出したのか識別できるように番号が添えられている。またフュズィリーア連隊の場合は、それと明記してある
- 歩兵部隊
  - 擲弾兵大隊 17 / 22 「ヴォーバースノウ」（第17および第22歩兵連隊の擲弾兵中隊で編成されている）
  - 擲弾兵大隊 24 / 34 「ゾーベック」
  - 擲弾兵大隊 28 / 32 「アルニム」
  - 第10「パンヴィッツ」歩兵連隊のうち、第1大隊
  - 第33「ラ・モット」フュズィリーア連隊のうち、1個大隊
  - 第37「ブラウン」フュズィリーア連隊のうち、第1大隊
  - 第42「マルクグラーフ・ハインリヒ」フュズィリーア連隊のうち、第1大隊
  - 第46「ビューロウ」フュズィリーア連隊のうち、1個大隊
  - 第5「ユンク＝ズュードウ」守備連隊の一部
  - 第11「メリン」守備連隊の一部
  - 第2「クービエール」義勇大隊（ドイツ語版）
  - 第4「ショスィニョン」義勇大隊
  - 第6「リューデリッツ」義勇大隊
  - 「ベロウ」義勇大隊（1760年5月、敗残の義勇大隊から再編された義勇部隊）
- 騎兵
  - 第8「マラホウスキー」フザール連隊（「黄色のフザール」とも呼ばれる）の一部

## ランデスフートの戦いの意義
プロイセン側より再び10,000名の兵力が戦略図から消え去ったにもかかわらず、ランデスフートの戦いはマクセンの戦いに比べて知名度が低い。比較すると「マクセンにおけるフィンクの捕縛」では、プロイセン軍の部隊が早くも戦闘の間に崩壊した一方、このランデスフートの戦いでは銃弾を撃ち尽くすまで耐え抜いている。またフーケ中将は、フリードリヒ・アウグスト・フォン・フィンク中将と異なり、行動を責められ軍法会議にかけられずに済んでいる。

## 個別の典拠
1. ↑  Duffy: Friedrich der Große und seine Armee. P. 292。
2. ↑  Christopher Duffy: Friedrich der Große - Die Biografie. P. 283。
3. ↑  Christopher Duffy: Friedrich der Große - Die Biografie. P. 276以降。
4. 1 2  Friedrich der Große, Werke - Geschichte des Siebenjähriegen Krieges. Reprint, P. 39。
5. ↑  Olaf Groehler: Die Kriege Friedrichs II. P. 140。
6. ↑  Duffy: Friedrich der Große und seine Armee. P. 347以降。